# Hanna Barvinok
Oleksandra Mikhailovna Bilozerska-Kulish (tiếng Ukraina: Олекса́ндра Михай́лівна Білозе́рська-Кулі́ш; 5 tháng 5 năm 1828 – 6 tháng 7 năm 1911), thường viết bằng bút danh Hanna Barvinok, là một nhà văn và nhà văn học dân gian người Ukraina. Được coi là một trong những nhà văn quan trọng nhất ở Ukraina, bà là nhà văn nữ đầu tiên của văn học Ukraina hiện đại và trở thành người tiên phong về chủ nghĩa hiện thực dân tộc trong văn học Ukraina.
Ngoài bút danh nổi tiếng hơn là Hanna Barvinok, bà còn viết dưới cái tên A. Nečuj-Viter. Bà đã kết hôn với nhà văn Panteleimon Kulish và là em gái của Vasyl và Mykola Bilozersky.

## Tiểu sử

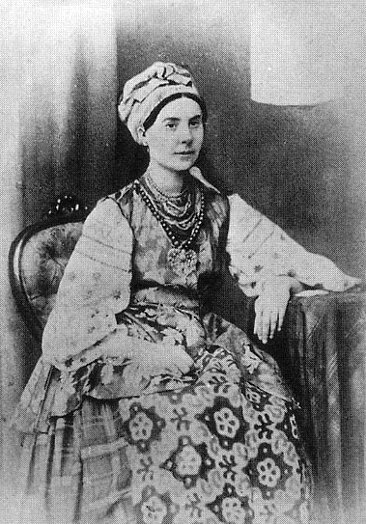
Hanna Barvinok năm 1847

Barvinok sinh ngày 5 tháng 5 năm 1828 với tên khai sinh là Oleksandra Mikhailovna Bilozerska tại tỉnh Chernigov, một phân khu hành chính của Ukraina tả ngạn thuộc Đế quốc Nga (nay là một phần của Borzna ngày nay ở tỉnh Chernihiv của Ukraina). Khi bà còn trẻ, thành phố thường xuyên xảy ra hỏa hoạn, cuối cùng đã khiến ngôi nhà của gia đình bà bị thiêu rụi. Sau vụ cháy, bà và gia đình chuyển đến ngôi làng gần đó ở Motronivka.
Gia đình Barvinok sở hữu mảnh đất ở Motronivka. Cha của bà là Mikhail (hoặc Mykhail) Bilozersky, một Thống chế Quý tộc của địa phương. Ông nổi tiếng là người có tư duy phóng khoáng và quan tâm đến văn học Ukraina hiện đại. Mẹ của Barvinok là Paraska Hryhorivna Kostenetska, con gái của một người lính Cossack. Mẹ bà quan tâm đến các phong tục và bài hát truyền thống của Ukraina.
Barvinok có các anh/em trai tên là Vasyl và Mykola, các chị/em gái tên là Lyuba và Nadiya, tất cả đều lớn lên trở thành những nhân vật nổi bật ở Ukraina. Anh/em trai Vasyl của bà đã trở thành một nhân vật văn học và công chúng Ukraina. Anh/em trai khác của bà là Mykola đã trở thành một nhà nghiên cứu văn hóa dân gian và dân tộc học. Chị gái Lyuba của bà là nàng thơ và người tình của nhà thơ Victor Zabila, và chị gái Nadiya sau này trở thành mẹ của nhà văn Nadiia Kybalchych.
Oleksandra và các chị/em gái của bà học tại các trường nội trú tư thục, trong đó bà theo học từ năm 1834 đến năm 1842.

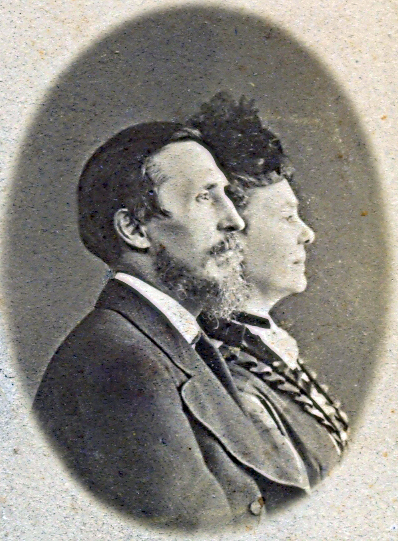
Hanna Barvinok và chồng mình, năm 1877

Năm 15 tuổi, Barvinok gặp nhà văn Panteleimon Kulish ở Motronivka, khi ông được anh trai bà là Vasyl mời đến đó. Bốn năm sau, vào ngày 24 tháng 1 năm 1847, Panteleimon và Barvinok kết hôn.
Cặp vợ chồng mới cưới đi du lịch tới Warsaw. Khoảng bốn tháng sau khi kết hôn, Hội Anh em Thánh Cyril và Methodius tan rã và chồng bà bị bắt và bị đưa đến Saint Petersburg. Ông bị xét xử vì đã viết Câu chuyện của người Ukraina.
Sau khi chồng bà bị bắt, bà bị sảy thai và không thể có con nữa. Sau đó bà chuyển đến Tula theo người chồng bị lưu đày của mình. Từ năm 1854 trở đi, sau khi cuộc sống lưu vong kết thúc, Barvinok và chồng sống ở Saint Petersburg. Năm 1883, nhà Kulish định cư trở lại Motronivka.
Khi bản thảo bản dịch Kinh thánh bằng tiếng Ukraina mà Kulish đã làm trong 25 năm bị đốt cháy, bà đã thuyết phục ông bắt đầu làm việc trở lại.
Sau khi chồng bà qua đời, Barvinok đã tổ chức và tưởng niệm các tác phẩm văn học của Panteleimon. Bà đã xuất bản các tác phẩm của ông và biên soạn một bộ gồm nhiều tập về tất cả các tác phẩm trong cuộc đời ông, mặc dù chỉ có 5 trong số 22 tập theo kế hoạch được xuất bản. Bà cũng thành lập Bảo tàng Panteleimon Kulish để tưởng nhớ ông.
Barvinok qua đời ngày 6 tháng 7 năm 1911, thọ 83 tuổi, tại Motronivka. Bà được chôn cất bên cạnh chồng mình tại trang trại cũ của họ trong thị trấn.

## Sự nghiệp văn học
Barvinok đã viết hơn 30 câu chuyện trong suốt cuộc đời của mình, nhân vật chính chủ yếu là phụnữ. Khi bắt đầu sự nghiệp, bà viết văn xuôi và chủ yếu viết về đời sống dân gian, đặc biệt là giữa các gia đình và nông dân, và đặc biệt bị thu hút bởi "số phận của người phụ nữ nông dân".
Bà là người sáng lập và là người đi đầu chủ nghĩa hiện thực dân tộc học trong văn học Ukraina, và bà viết dựa trên những ghi chép dân tộc học của cá nhân mình. Trong khi ghi lại những quan sát của mình trong chuyến đi đến Warsaw, bà bắt đầu thu thập tài liệu cho những tác phẩm đầu tiên của mình.
Barvinok bắt đầu viết truyện vào những năm 1840, với tác phẩm đầu tiên có tựa đề Người nông nô Do Thái. Các tác phẩm của bà bắt đầu được xuất bản vào năm 1858, dưới bút danh do chồng bà chọn: Hanna Barvinok.
Trong các tác phẩm văn học của mình, sự chú ý của Barvinok cũng tập trung vào các vấn đề về gia đình và quan hệ trong nhà, bao gồm cả sự chuyên chế của gia đình (Thảm họa gia đình, 1861), số phận bất hạnh khi ở bên một người đàn ông say rượu (Sự nghèo khó của phụ nữ, 1887), và vở kịch về hôn nhân bị cưỡng ép (Sai lầm của Cha, 1902). Bà còn tạo dựng hình tượng những người phụ nữ nghị lực (Chiến thắng, 1887; Thanh niên đấu tranh, 1902).
Ngôn ngữ của bà đầy màu sắc, giàu hình tượng và chứa đầy những câu tục ngữ dân gian. Một số câu chuyện mang tính tượng hình hơn của bà là "Nàng tiên cá", "Hoa với nước mắt, nước mắt với hoa", "Tai họa không phải là không tốt", "Thu hè". Sử dụng phương ngữ Chernihiv và Poltava, cũng như kiến thức về phong tục tập quán và văn hóa dân gian nông thôn, bà đã viết bộ phim truyền hình "Sự trả thù của mẹ".
Tác phẩm của Barvinok xuất hiện trong niên giám Khata và Vòng hoa đầu tiên, cũng như các tạp chí Osnova, Pravda, và Literaturno-naukovyi vistynk, cùng nhiều tạp chí khác. Các tác phẩm của bà đã được xuất bản trong nhiều bộ sưu tập và tuyển tập, bao gồm cả các ấn phẩm di cảo. Nhà văn người Ukraina Borys Hrinchenko ca ngợi tác phẩm của bà và gọi Barvinok là "nhà thơ của số phận phụ nữ".

## Di sản
Các con phố được đặt tên theo Hanna Barvinok tồn tại ở nhiều khu cư trú tại Ukraina.  Một bức tượng của Barvinok cũng được dựng lên tại quê nhà lịch sử của bà, giờ là Bảo tàng-Khu bảo tồn Lịch sử và Tưởng niệm Hanna Pustyn.

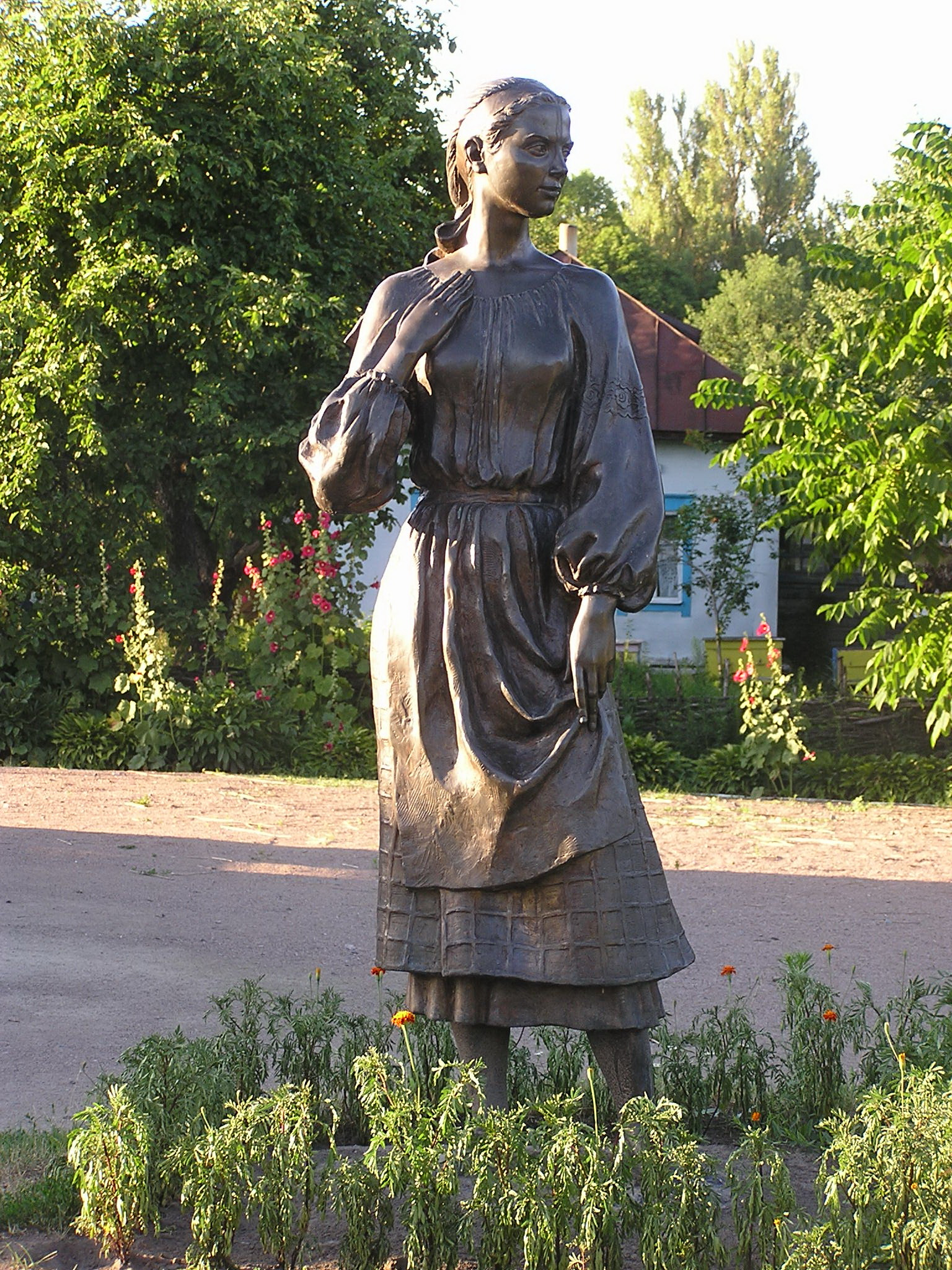
Bức tượng Hanna Barvinok tại bảo tàng ở quê nhà của bà

Bộ sưu tập đầy đủ nhất về các tác phẩm của bà đã được xuất bản trong cuốn sách Ганна Барвінок (Hanna Barvinok) năm 2002, do Volodymyr Yatsyuk và Vasyl Shenderovsky biên tập. Năm 2018, Hội Nhà văn Quốc gia Ukraina đã tổ chức một sự kiện ở Kyiv để kỷ niệm 190 năm ngày sinh của Barvinok.